# Евклідове кільце
В абстрактній алгебрі евклідове кільце — кільце, в якому існує аналог алгоритму Евкліда.

## Визначення
Евклідове кільце — область цілісності {\displaystyle R}, для якої визначена евклідова функція (евклідова норма) {\displaystyle d\colon R\to \mathbb {N} \cup \{-\infty \}}, причому {\displaystyle d(a)=-\infty \Leftrightarrow a=0}, і можливе ділення з остачею, по нормі меншою ніж дільник, тобто для будь-яких {\displaystyle a,b\in R,\,b\neq 0} є представлення {\displaystyle a=bq+r}, для якого {\displaystyle d(r)<d(b)}.

### Примітка
Часто на евклідову норму накладають додаткове обмеження: {\displaystyle d(a)\leq d(ab)} для будь-яких {\displaystyle a} та ненульових {\displaystyle b} з кільця {\displaystyle R}. Якщо на {\displaystyle R} задана норма, що не задовольняє цій вимозі, її можна поправити, перевизначивши:
{\displaystyle d'(a)=\min\{d(ax):\,x\in R,\,x\neq 0\}}
Така норма задовольняє потрібну нерівність, однак дотеперішній алгоритм ділення з остачею також треба поправити. Нехай {\displaystyle x\in R} такий, що {\displaystyle d'(b)=d(bx)}. Розділимо з остачею ax на bx: {\displaystyle ax=bxq'+r'x}, де {\displaystyle r'=a-bq'} і {\displaystyle d(r'x)<d(bx)=d'(b)}. Тому що з визначення {\displaystyle d'(r')\leq d(r'x)}, ми отримали представлення {\displaystyle a=bq'+r'} з {\displaystyle d'(r')<d'(b)}, що і вимагалось.
Тим не менш переваг від такої норми не так багато — всі оборотні елементи мають одне й те саме значення норми, при чому мінімальне з усіх (скінченних), власні дільники (що відрізняються від самого числа) елемента a мають менше значення норми, а також спрощується безпосереднє доведення факторіальності евклідових кілець (без посилання на факторіальність кілець головних ідеалів, доведення чого вимагає застосування трансфінітної індукції). Основні властивості евклідових кілець залишаються в силі і без цієї додаткової властивості.

## Приклади
- Кільце цілих чисел {\displaystyle \mathbb {Z} }. Приклад евклідової функції — абсолютна величина {\displaystyle |\cdot |}.
- Кільце цілих гаусових чисел {\displaystyle \mathbb {Z} [i]} (де i — уявна одиниця, {\displaystyle i^{2}=-1}) з нормою {\displaystyle d(a+ib)=a^{2}+b^{2}} — евклідове.
- Довільне поле {\displaystyle K} є евклідовим кільцем з нормою, що дорівнює {\displaystyle 1} для всіх елементів, окрім {\displaystyle 0}.
- Кільце многочленів від однієї змінної {\displaystyle K[x]} над полем {\displaystyle K}. Приклад евклідової функції — піднесення до степеня, {\displaystyle \mathrm {deg} \,(\cdot )}.
- Кільце формальних степеневих рядів {\displaystyle K[[x]]} над полем {\displaystyle K} є евклідовим кільцем. Норма степеневого ряду — номер першого ненульового коефіцієнта в ньому (для нульового ряду норма дорівнює мінус нескінченності).
- Узагальнюючи попередній приклад, кожне локальне кільце є евклідовим, якщо в ньому максимальний ідеал є головним і перетин всіх його степенів складається тільки з нуля. Норма оборотного елемента — {\displaystyle 0}, необоротного ненульового дорівнює максимальної степені максимального ідеалу, що містить даний елемент, а норма нуля — мінус безкінечність.
- Кільце функцій H(K), голоморфних на зв'язному компакті K в C (кожна з яких має бути голоморфною в будь-якому околі цього компакту; дві такі функції вважаються рівними в H(K), якщо вони рівні в деякому околі K), також евклідове. За норму ненульової функції приймається число нулів (з урахуванням кратності), які вона приймає на K.
- Зліченний перетин евклідових кілець (підкілець в якому-небудь кільці) не зобов'язаний бути евклідовим кільцем і навіть нетеровим або факторіальним). Наприклад, кільце функцій H(D), голоморфних у відкритому колі D, є перетин евклідових кілець функцій H(K), голоморфних на замкнутих колах K, що містяться всередині D (див. попередній приклад), однак воно ані нетерове, ані факторіальне, відповідно, неевклідове.
- Кільце часток {\displaystyle S^{-1}R} евклідового кільця {\displaystyle R} по мультиплікативній системі {\displaystyle S} також є евклідовим. Нормою дробу {\displaystyle x} з {\displaystyle S^{-1}R} приймається

{\displaystyle d_{S}(x)=\min\{d_{R}(u):\,(u,s)\in R\times S,\,x=u/s\}}, де {\displaystyle d_{R}} — евклідова норма в {\displaystyle R}, а {\displaystyle d_{S}} — норма в {\displaystyle S^{-1}R}.
Ділення з остачею визначається так. Нехай є два ненульових дроби {\displaystyle x=r/t} і {\displaystyle y} з {\displaystyle S^{-1}R}. За визначенням норми в {\displaystyle S^{-1}R} існують елементи {\displaystyle u} в {\displaystyle R} і {\displaystyle s} в S, такі що {\displaystyle y=u/s} і {\displaystyle d_{S}(y)=d_{R}(u)}. Вчинимо ділення з остачею в кільці {\displaystyle R} елементів {\displaystyle rs} і {\displaystyle u}:
 rs = uq + r', так що {\displaystyle d_{R}(r')<d_{R}(u)}. Тоді {\displaystyle r/t=(u/s)(q/t)+r'/ts}. З побудови випливають нерівності {\displaystyle d_{S}(r'/ts)\leq d_{R}(r')<d_{R}(u)=d_{S}(y)}.
- Евклідовим є кільце скінченних десяткових дробів, через те, що вони є кільцем часток кільця цілих чисел {\displaystyle \mathbb {Z} }.
- Евклідовими є кільця раціональних функцій над полем {\displaystyle \mathbb {C} } з фіксованими полюсами, через те, що такі кільця є кільцями часток кільця многочленів {\displaystyle \mathbb {C} [x]}.

## Алгоритм Евкліда
В евклідовому кільці здійсненний алгоритм Евкліда знаходження найбільшого спільного дільника двох чисел (елементів). Нехай початково дані два елементи {\displaystyle a_{0}} і {\displaystyle a_{1}}, при чому {\displaystyle d(a_{1})\leq d(a_{0})} і {\displaystyle a_{1}\neq 0}. Ділення з остачею дає елемент {\displaystyle a_{2}=a_{0}-a_{1}q_{1}} с {\displaystyle d(a_{2})<d(a_{1})}. Якщо він не рівний нулю, можна знов застосувати ділення з остачею, і отримати елемент {\displaystyle a_{3}=a_{1}-a_{2}q_{2}}, і т. д. Таким чином генерується ланцюжок значень {\displaystyle a_{0},a_{1},a_{2},\dots } з {\displaystyle d(a_{0})>d(a_{1})>d(a_{2})>\dots }. Однак цей ланцюжок переривається, позаяк кожне число з {\displaystyle N\cup \{-\infty \}} може строго перевищувати тільки скінченну кількість інших таких чисел. Це означає, що при деякому {\displaystyle n} остача {\displaystyle a_{n+1}} дорівнює нулю, а {\displaystyle a_{n}} не дорівнює, вона і є НСД елементів {\displaystyle a_{0}} і {\displaystyle a_{1}}. Відповідно, в евклідовому кільці гарантовано завершення алгоритму Евкліда. Строго кажучи, саме в евклідових кільцях і можлива реалізація алгоритму Евкліда.

## Властивості евклідових кілець
- В евклідовому кільці кожний ідеал — головний (зокрема, всі евклідові кільця нетерові).
  - Нехай {\displaystyle I} — довільний ідеал в евклідовому кільці. Якщо він містить лише нуль, — він головний. В протилежному випадку серед його ненульових елементів знайдеться елемент {\displaystyle f} з мінімальною нормою (принцип мінімуму для натуральних чисел). Він поділяє всі інші елементи ідеалу: Якщо {\displaystyle g} — довільний елемент ідеалу {\displaystyle I}, запишемо його у вигляді {\displaystyle g=fg+r} з {\displaystyle d(r)<d(f)}. Тоді {\displaystyle r} — також елемент ідеалу {\displaystyle I} і він забов'язаний бути нулем, через те, що його норма менша ніж у {\displaystyle f}. Відповідно, ідеал I міститься в ідеалі {\displaystyle (f)}. З іншого боку, кожен ідеал, що містить елемент {\displaystyle f}, містить ідеал {\displaystyle (f)}. Отже, {\displaystyle I=(f)} — головний ідеал.
- Кожне евклідове кільце факторіальне, тобто кожний елемент можна представити скінченним добутком простих елементів, і при цьому однозначно (з точністю до їх перестановки і множення на оборотні елементи). Факторіальність — загальна властивість усіх кілець головних ідеалів.
- Кожне евклідове кільце {\displaystyle R} цілозамкнене, тобто якщо дріб {\displaystyle a/b,\,a,b\in R}, є коренем многочлена {\displaystyle f\in R[x]} зі старшим коефіцієнтом, що дорівнює {\displaystyle 1}, тоді {\displaystyle a} ділиться на {\displaystyle b}. Цілозамкненість — загальна властивість всіх факторіальних кілець.

## Властивості модулів над евклідовим кільцем
Нехай {\displaystyle R} — евклідове кільце. Тоді скінченнопорджені {\displaystyle R}-модулі характеризуються такими властивостями:
- Кожен підмодуль {\displaystyle N} скінченнопородженого {\displaystyle R}-модуля {\displaystyle M} скінченнопороджений. (наслідок нетеровості кільця {\displaystyle R})
- Ранг підмодуля {\displaystyle N} не перевищує рангу модуля {\displaystyle M}. (наслідок того, що ідеали в {\displaystyle R} головні)
- Підмодуль вільного {\displaystyle R}-модуля вільний.
- Гомоморфізм {\displaystyle A\colon N\to M} скінченнопороджених {\displaystyle R}-модулів завжди зводиться до нормальної форми. Тобто існують твірні (базис, якщо модуль вільний) {\displaystyle u_{1},u_{2},\dots ,u_{n}} модуля {\displaystyle N}, твірні (базис) {\displaystyle v_{1},v_{2},\dots ,v_{m}} модуля {\displaystyle M}, номер {\displaystyle k\leq \min\{m,n\}} і {\displaystyle a_{1},\dots ,a_{k}} — елементи кільця {\displaystyle R}, такі що {\displaystyle a_{i}} ділить {\displaystyle a_{i+1}} та при {\displaystyle i>k} {\displaystyle Au_{i}=0}, а при інших — {\displaystyle Au_{i}=a_{i}v_{i}}. При цьому коефіцієнти {\displaystyle a_{1},\dots ,a_{k}} визначені однозначно з точністю до множення но оборотні елементи кільця {\displaystyle R}. (Тут прямо задіяна евклідовість кільця {\displaystyle R}.)

### Українською
- Бондаренко Є.В. (2012). Теорія кілець: навчальний посібник (PDF). Київ: РВЦ “Київський університет„. с. 64. (укр.)
- (укр.) Гаврилків В. М. Елементи теорії груп та теорії кілець. — І.-Ф.  : Голіней, 2023. — 153 с.

### Іншими мовами
- Weisstein, Eric W. Евклідове кільце(англ.) на сайті Wolfram MathWorld.
- Ван дер Варден Б. Л. Алгебра. — Москва : Наука, 1975. — 623 с. — ISBN 5-8114-0552-9.(рос.)
- J. von zur Gathen, J. Gerhard, «Modern Computer Algebra», ISBN 0-521-82646-2